# Radotínské laguny

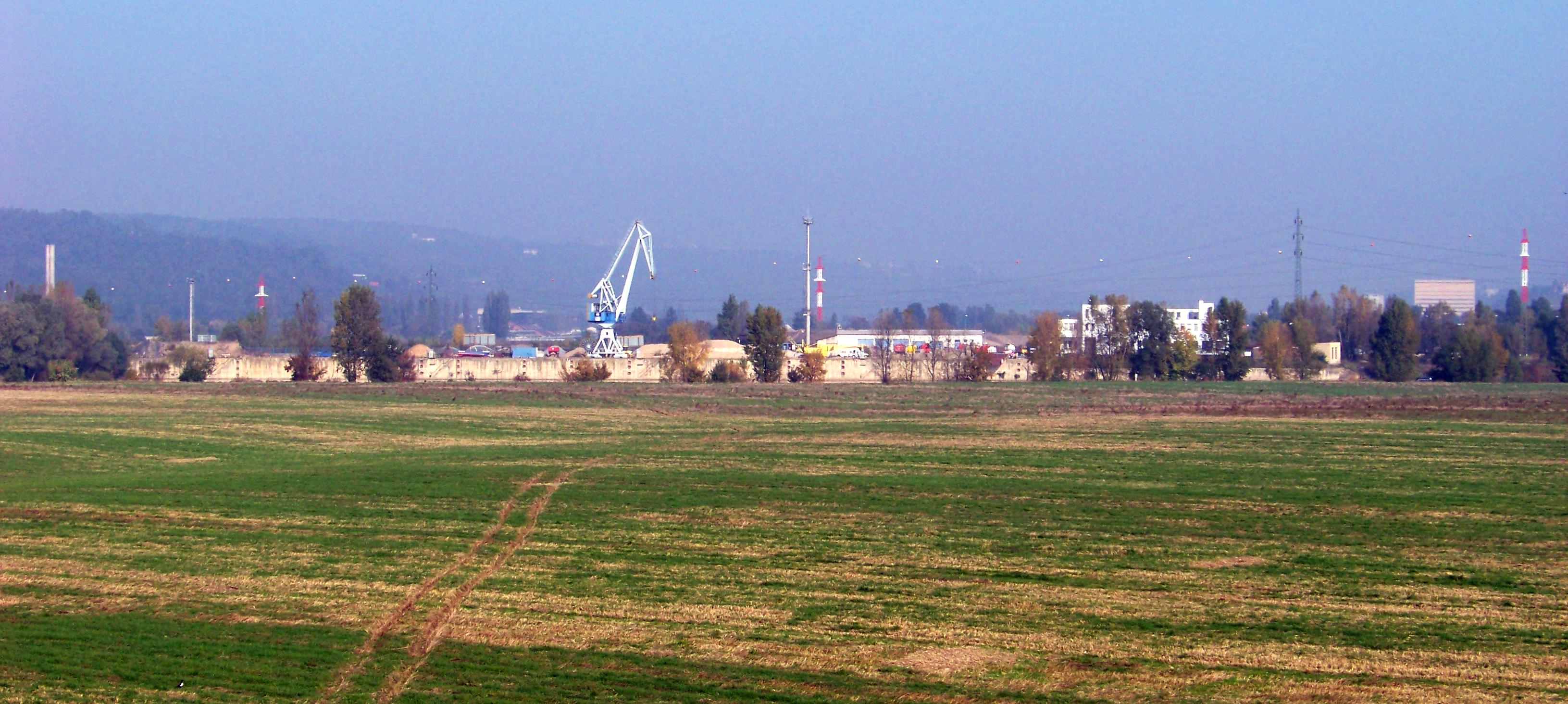
Pohled z Radotínského mostu na Radotínský přístav v říjnu 2010. Na louce v popředí, na území Lahovic, má vzniknout severní část Radotínské laguny.

Radotínská laguna (radotínské laguny) je název vodních ploch, které podle plánů z roku 2008 mají být vybudovány na území Zbraslavi a Lahovic v klínu mezi Berounkou a Vltavou před jejich soutokem, při levém břehu Berounky mezi Berounkou a Výpadovou ulicí a při levém břehu Vltavy západně od Lahoviček. V minulých staletích v této oblasti Berounka různě meandrovala a měnila trasu. Zejména povodeň v roce 2002 připomněla, že kvůli riziku záplav není místo vhodné pro zástavbu. I proto bylo plánováno, že v návaznosti na výstavbu Radotínského mostu Pražského okruhu bude oblast přeměněna v rekreační zónu s umělou lagunou sloužící zejména pro jachting a windsurfing; část vytěžených štěrkopísků je zároveň využívána na místě ke stavbě. 
Podle podoby zobrazené na mapy.seznam.cz má vodní plocha na pravé straně od Berounky  mít tvar dvou jezer propojených užším hrdlem podcházejícím estakádu Radotínský most. Větší, jižní jezero má sahat od tržnice Lipence až téměř k nové mimoúrovňové křižovatce, severní jezero má ležet západně od vlastních Lahovic a má být propojeno s Berounkou naproti Radotínskému přístavu. Počet, tvar a umístění jezer se však v návrzích stále mění a definitivní podoba nebyla schválena. Rozloha laguny byla v návrhu udána 86 ha. Na levé straně Berounky je plánováno menší jezero západně od jižní části Lahoviček, těžba by měla zasahovat i do území Radotína. 
Podle (návrhu) územního plánu měla vodní plocha na území Radotína v oblasti skleníkového areálu Brudra mít rozlohu 36,7 ha (Přístav Radotín, trvale propojena s Berounkou), vodní plocha na území Lahoviček mezi Výpadovou ulicí a chuchelským závodištěm měla mít rozlohu 8,7 ha (Lahovičky, nepropojena s Berounkou) a v katastrálním území Lahovic na pravé straně Berounky měly vzniknout dvě vodní plochy o rozloze 59,6 (dobývací prostor Lahovice I., bez propojení s Berounkou) a 11,1 ha (dobývací prostor Lahovice, trvale propojena s Berounkou). 
Původní projekt zastupitelstvo hlavního města Prahy zastavilo na jaře 2013, následně v dubnu 2013 rada hlavního města Prahy schválila návrh změny územního plánu, která původní plány zredukovala ze čtyř jezer na jedno a má být zredukováno o přístav pro velké lodě. Primátor Tomáš Hudeček původní záměr komentoval tak, že se dílo „tvářilo jako vytvoření zázemí pro vodní sporty. Jeho prioritou ale mohla být spíše těžba štěrkopísků a machinace s pozemky.“ Změna územního plánu hlavního města Prahy vycházel ze studie městské části Praha 16, která počítá s umělým kanálem pro vodní slalom a doporučuje zřídit místo pro nakládání menších lodí a kánoí, parkoviště a dva asfaltové okruhy pro jízdu na kolečkových bruslích či běh. Celý areál má mít rozlohu 47 ha. Do areálu má být zřízen sjezd novým ramenem z křižovatky ulic Výpadové a Přeštínské. V březnu 2014 Rada hlavního města Prahy zamítla žádost firmy GET s.r.o. o povolení výjimky ze stavební uzávěry, která by umožňovala těžbu štěrkopísku na ploše 20 ha.

## Vlivy výstavby
Za nepříznivý efekt výstavby je považováno narušení jímací a filtrační funkce štěrkopískové vrstvy lahovické nivy, narušení režimu podzemních vod, možné ohrožení blízké přírodní památky Krňov a jejího lužního lesa a Lipanského potoka, obavy se vyskytly i ohledně nakládání s kaly vzniklými při těžbě.
Těžební prostor má podle záměru pokrývat větší území, než které je územním plánem určeno pro rekreační vodní plochy. Zbylé vytěžené plochy mají být zavezeny inertními materiály a odpady obtížně kontrolovatelného původu, což by mohlo dále narušit režim podzemních vod, kontaminovat je a narušit i rekreační funkci oblasti. 
Studie Rekreační areál na soutoku Vltavy a Berounky od firmy d-plus, projektová a inženýrská a. s. Praha z roku 2005 konstatuje, že plánovaná výstavba by znamenala významný zásah do znaků a hodnot krajinného rázu. Studie upozorňuje na agresivní účinky zdejších podzemních vod (kyselostní, uhličitá, vyluhující, místy síranová), na vyjmutí většiny území ze zemědělského půdního fondu a na to, že do oblasti zasahuje ochranné pásmo II° vodárny Podolí. 
Hydroprojekt Praha ve své studii z roku 2005 připomněl, že voda v Berounce je pro vysoký obsah chlorofylu obecně nevhodná ke koupání, což omezí rekreační funkci vodních ploch propojených s Berounkou. Studie navrhuje dva jezy na Berounce (na řkm 1,65 pohyblivý jez Radotín I. s malou vodní elektrárnou, malou plavební komorou, propustí pro vodáky a rybím přechodem, na řkm 5 jez Radotín II.) Dolní jez má snížit eutrofizaci rekreačních vodních ploch. 